# ان‌جی‌سی ۱۳۱
ان‌جی‌سی ۱۳۱ (به انگلیسی: NGC 131) یک کهکشان مارپیچی با قدر ظاهری ۱۳٫۵ است که در صورت فلکی سنگتراش قرار دارد.